# Matías Blázquez
 Matías Javier Blázquez Lavín (Viña del Mar, Chile, 8 de mayo de 1991) es un futbolista chileno. Actualmente milita en Deportes Iquique de la Primera División de Chile.

## Clubes
| Club                 | País      | Año       |
| -------------------- | --------- | --------- |
| Everton              | Chile     | 2009-2017 |
| → Barnechea (cedido) | Chile     | 2013      |
| → Huracán (cedido)   | Argentina | 2015      |
| Deportes Iquique     | Chile     | 2017-2021 |
| Barnechea            | Chile     | 2021      |
| Santiago Morning     | Chile     | 2022      |
| Deportes Iquique     | Chile     | 2022-Act. |

## Palmarés

### Campeonatos nacionales
| Título    | Club    | País  | Año    |
| --------- | ------- | ----- | ------ |
| Primera B | Everton | Chile | 2011-C |